# Ludum Dare

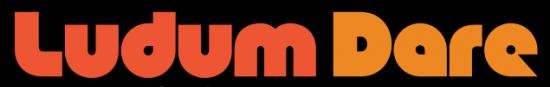
Huidige logo

Ludum Dare (LD, Latijn voor "een spel geven") is een wedstrijd waarbij deelnemers een computerspel proberen te ontwikkelen binnen een bepaalde tijdslimiet (een game jam). De competitie is opgericht door Geoff Howland en werd voor het eerst gehouden in april 2002. Sinds 2014 wordt de competitie georganiseerd door Mike Kasprzak, die sinds het begin van Ludum Dare deel uitmaakte van het team.
Er worden twee varianten georganiseerd: compo en jam. Compo is de klassieke variant en duurt 48 uur, terwijl jam minder strikte regels heeft en 72 uur duurt. Binnen de gespecificeerde tijd moeten deelnemers een videogame maken die binnen een bepaald thema past. Een uniek kenmerk van de wedstrijd is dat deelnemers vaak een time-lapse video maken over de ontwikkeling van hun videogame.

## Geschiedenis
Ludum Dare was oorspronkelijk slechts een internetforum. De eerste wedstrijd - vaak "Ludum Dare Zero" genoemd - werd gehouden in april 2002, met 18 deelnemers. Vanwege de populariteit is de focus van de competitie verplaatst van het forum naar de games. Dit is terug te zien in de tijdslimiet. Oorspronkelijke was de tijdslimiet 24 uur, wat verlengd werd naar 48 uur omdat 24 uur te weinig was. Sinds 2011 is de wedstrijd jaarlijks aanzienlijk gestegen in populariteit, wat terug te zien is in het aantal aanmeldingen en inzendingen. De populariteit is mede dankzij de bekendheid van Minecraft ontwerper Markus Persson, die acht keer heeft deelgenomen aan de competitie.
Tot 2014 was het evenement erg informeel, omdat het Ludum Dare-team er in hun vrije tijd aan werkte. Vanwege het toenemende aantal deelnemers kondigde organisator Mike Kasprzak in september 2014 aan dat hij zou proberen een bedrijfsmodel op te zetten, in de hoop dat hij hierdoor fulltime aan het project zou kunnen werken. Het in rekening brengen van Ludum Dare is echter "uitgesloten",  vandaar dat geld sinds september 2014 uitsluitend wordt opgehaald door donaties via Patreon.
Tijdens Ludum Dare 35 (april 2016) hadden sommige gebruikers geprobeerd de beoordeling van hun game kunstmatig te verbeteren met alternatieve accounts. De organisatoren kwamen er hierdoor achter dat er verschillende problemen waren met het classificatiesysteem. Door middel van een aankondiging, legde zij dit probleem bloot. Als gevolg van dit probleem werden toekomstige Ludum Dare-evenementen voor onbepaalde tijd geannuleerd, in afwachting van de bouw van een vervangende website voor het hosten van de game jam.  Dit leidde tot verzet van de community en de game jam in augustus 2016 ging hoe dan ook door, georganiseerd door de website-beheerder en langdurig deelnemer Sorceress. Met betrekking tot de eerder opgeworpen klachten, besloot de gemeenschap door middel van een referendum af te zien van de beoordelingsfase na de game jam. Uniek was dus dat er geen winnaars waren voor dat ene evenement.
Verder is vanaf Ludum Dare 44, het schema gewijzigd van drie keer per jaar naar twee keer per jaar. De competitie wordt tegenwoordig gehouden in april en in oktober, omdat organisator Mike Kasprzak moeite had om bij te blijven.

## Structuur
Sinds 2019 wordt Ludum Dare twee keer per jaar gehouden. In de week voorafgaand aan elke wedstrijd worden voorgestelde thema's onderworpen aan stemming door de potentiële deelnemers. Vervolgens wordt het thema aangekondigd bij aanvang van de wedstrijd. De deelnemers krijgen dan 48 uur de tijd om een videogame te maken binnen het thema. Tegenwoordig worden bordspellen of iets dergelijks ook geaccepteerd, maar de conventie is om videogames in te zenden. Ook vereisen de regels van de 48 uur variant dat het spel gemaakt wordt door één persoon en dat de broncode wordt ingezonden. Tijdens het evenement nemen veel deelnemers meerdere screenshots van de ontwikkeling van hun spel, om later een time-lapse video mee te produceren. Daarnaast worden er veel spellen gemaakt op live videostream. Dit gebeurt vooral sinds april 2013, toen een widget werd toegevoegd aan de Ludum Dare website welke videostreams van Twitch toont op de website.
Na afloop van de wedstrijd krijgen de deelnemers drie weken de tijd om de ingezonden videogames te spelen en te beoordelen, om zo de winnaars te bepalen. Er zijn geen fysieke prijzen of geldprijzen, maar elke deelnemer behoudt het volledige eigendom van zijn spel. Sommige deelnemers hebben echter financieel succes behaald na het ontwikkelen van hun eerste inzending, door hun inzending verder te ontwikkelen. Vanaf de 18e editie van de wedstrijd, die in augustus 2010 werd gehouden, werd een meer ontspannen versie geïntroduceerd, de "jam". De jam variant staat toe dat een videogame ontwikkeld wordt door een team en de tijdslimiet is wordt verhoogd naar 72 uur. De jam variant begint gelijktijdig met de solo-competitie en eindigt 24 uur later.
Een kleinere wedstrijd genaamd "Mini Ludum Dare" wordt gehouden gedurende maanden zonder een Ludum Dare. Deze worden elk gehost door een ervaren deelnemer, die vrij is om het thema te bepalen waarbinnen de spellen moeten passen. De regels zijn over het algemeen hetzelfde als bij Ludum Dare, maar de beperking van 48 uur wordt meestal genegeerd ten gunste van late deelname.
Elke oktober organiseert Ludum Dare de "October Challenge" (Nederlands: Oktober Uitdaging), die mensen uitdaagt om een spel af te maken, op de markt te brengen en $1 te verdienen. Deelnemers hebben 31 dagen de tijd om hun spel te ontwikkelen en te linken op de Ludum Dare website. Het evenement is niet competitief en is slechts een klein evenement om de ontwikkeling van games aan te moedigen, voor mensen die niet regelmatig geld verdienen met hun games.

## Resultaten
In onderstaande tabel worden de resultaten van de wedstrijden weergegeven. Hierbij betekent het symbool "†" dat de wedstrijd maar voor 24 uur duurde en het symbool "‡" dat de competitie is gehouden zonder beoordelingen.
| Nr.  | Datum          | Thema                                  | Deelnemers   | Deelnemers  | Compo winner                 | Compo winner                            | Jam winner                                                                                     | Jam winner                                      | Ref.                        |
| Nr.  | Datum          | Thema                                  | Aanmeldingen | Inzendingen | Ontwikkelaar                 | Game                                    | Ontwikkelaar(s)                                                                                | Game                                            | Ref.                        |
| ---- | -------------- | -------------------------------------- | ------------ | ----------- | ---------------------------- | --------------------------------------- | ---------------------------------------------------------------------------------------------- | ----------------------------------------------- | --------------------------- |
| 0†   | April 2002     | Indirect interaction                   |              | 18          | Endurion                     | Magnetic Fields                         |                                                                                                |                                                 |                             |
| 1    | Juli 2002      | Guardian                               | 136          | 46          | Hamumu                       | Scarecrow: Heart of Straw               |                                                                                                |                                                 |                             |
| 2    | November 2002  | Construction/destruction (sheep)       | 116          | 49          | ShredWheat                   | Sheep Town                              |                                                                                                |                                                 |                             |
| 3    | April 2003     | Preparation – Set it up, let it go     | 84           |             |                              |                                         |                                                                                                |                                                 |                             |
| 4    | April 2004     | Infection                              | 341          | 66          | randomnine                   | Commies!                                |                                                                                                |                                                 |                             |
| 5    | Oktober 2004   | Random                                 | 93           |             | Jolle                        | Random Dungeon Exploration              |                                                                                                |                                                 |                             |
| 6    | April 2005     | Light and darkness                     | 143          | 52          | Jolle                        | Uplighter                               |                                                                                                |                                                 |                             |
| 7    | December 2005  | Growth                                 |              | 27          | Jolle                        | The People                              |                                                                                                |                                                 |                             |
| 8    | April 2006     | Swarms                                 | 150          | 66          |                              |                                         |                                                                                                |                                                 |                             |
| 8.5† | Januari 2007   | Moon/anti-text                         |              |             |                              |                                         |                                                                                                |                                                 |                             |
| 9    | April 2007     | Build the level you play               |              |             | DrPetter                     | Spatzap aka N/A                         |                                                                                                |                                                 |                             |
| 10   | December 2007  | Chain reaction                         | 158          | 51          | Hamumu                       | Short Fuse                              |                                                                                                |                                                 | [ 21 ]                      |
| 10.5 | Februari 2008  | Weird/unexpected/surprise              |              |             |                              |                                         |                                                                                                |                                                 |                             |
| 11   | April 2008     | Minimalist                             |              | 71          | mrfun/SethR                  | Strong AI                               |                                                                                                |                                                 | [ 22 ]                      |
| 12   | Augustus 2008  | The tower                              |              | 57          | Hamumu                       | Rise Of The Owls                        |                                                                                                |                                                 | [ 23 ]                      |
| 13   | December 2008  | Roads                                  |              | 59          | increpare                    | Rara Racer                              |                                                                                                |                                                 | [ 24 ]                      |
| 14   | April 2009     | Advancing wall of doom                 |              | 123         | mrfun/SethR                  | Mind Wall                               |                                                                                                |                                                 | [ 25 ]                      |
| 15   | Augustus 2009  | Caverns                                |              | 144         | ChevyRay                     | Beacon                                  |                                                                                                |                                                 | [ 26 ]                      |
| 16   | December 2009  | Exploration                            |              | 121         | chuchino                     | Cat Planet                              |                                                                                                |                                                 | [ 27 ]                      |
| 17   | April 2010     | Islands                                |              | 204         | xerus                        | Gaiadi                                  |                                                                                                |                                                 | [ 28 ]                      |
| 18   | Augustus 2010  | Enemies as weapons                     |              | 172         | invicticide                  | Fail-Deadly                             |                                                                                                |                                                 | [ 29 ]                      |
| 19   | December 2010  | Discovery                              |              | 242         | deepnight (Sébastien Bénard) | Time Pygmy                              |                                                                                                |                                                 | [ 30 ]                      |
| 20   | April 2011     | It's dangerous to go alone! Take this! |              | 288         | deepnight (Sébastien Bénard) | Appy 1000mg                             |                                                                                                |                                                 | [ 31 ]                      |
| 21   | Augustus 2011  | Escape                                 |              | 599         | Chevy Ray Johnston           | Flee Buster                             | Ian Brock Josh Schonstal Guerin McMurry                                                        | Escape                                          | [ 32 ] [ 33 ] [ 34 ]        |
| 22   | December 2011  | Alone (kitten challenge)               |              | 891         | Pedro Medeiros               | Frostbite                               | Harry Lee Jarrel Seah                                                                          | Midas                                           | [ 35 ] [ 36 ] [ 37 ] [ 38 ] |
| 23   | April 2012     | Tiny world                             |              | 1402        | Tyler Glaiel                 | Fracuum                                 | TurboDindon                                                                                    | Inside My Radio                                 | [ 39 ] [ 40 ]               |
| 24   | Augustus 2012  | Evolution                              |              | 1406        | Nicolas Cannasse             | Evoland                                 | X-0ut                                                                                          | LD24 X0ut                                       | [ 41 ] [ 42 ]               |
| 25   | December 2012  | You are the villain (goat)             |              | 1327        | deepnight (Sébastien Bénard) | Atomic Creep Spawner                    | Free Lives                                                                                     | Ore Chasm                                       | [ 43 ] [ 44 ] [ 45 ]        |
| 26   | April 2013     | Minimalism (potato)                    |              | 2346        | TimTipGames                  | MONO                                    | Mark Foster David Fenn                                                                         | Leaf Me Alone                                   | [ 46 ] [ 47 ]               |
| 27   | Augustus 2013  | 10 seconds                             |              | 2213        | Andrew Shouldice             | Probe Team                              | Graeme Borland                                                                                 | NXTWPN10                                        | [ 48 ] [ 49 ]               |
| 28   | December 2013  | You only get one                       |              | 2064        | Daniël Haazen                | One Take                                | Mark Foster David Fenn Andrew Gleeson                                                          | Titan Souls                                     | [ 50 ] [ 51 ]               |
| 29   | April 2014     | Beneath the surface                    |              | 2497        | Daniel Linssen               | The Sun and Moon                        | Shannon Mason Richard Lems Diane de Wilde                                                      | ScubaBear                                       | [ 52 ] [ 53 ]               |
| 30   | Augustus 2014  | Connected Worlds                       |              | 2538        | PixelMind                    | SuperDimensional                        | Kevin Zuhn Kevin Geisler Chris Stallman Devon Scott-Tunkin                                     | Antbassador                                     | [ 54 ] [ 55 ]               |
| 31   | December 2014  | Entire Game on One Screen              |              | 2637        | Daniel Linssen               | birdsong                                | Simon Larsen Lukas Hansen Frederik Storm                                                       | 90 Second Portraits                             | [ 56 ]                      |
| 32   | April 2015     | An Unconventional Weapon               |              | 2821        | 01010111                     | BED HOGG                                | Bogdan Rybak Igor Puzhevich Zi Ye Megan Alcock                                                 | The Rock the Paper and the Scissors             | [ 57 ]                      |
| 33   | Augustus 2015  | You are the Monster                    |              | 2725        | DragonXVI                    | Writhe: The Thing from the Omega Sector | Pietro Ferrantelli Theophile Loaec Augustin Grassien OrikMcFly                                 | Mobs, Inc.                                      | [ 58 ]                      |
| 34   | December 2015  | Growing/two button controls            |              | 2870        | vegapomme27                  | Frank & Stein                           | Big Green Pillow ft Mgaia                                                                      | Slash Quest                                     | [ 59 ]                      |
| 35   | April 2016     | Shapeshift                             |              | 2718        | Daniel Linssen               | windowframe                             | Barney Cumming Dave Lloyd Jon Murphy Paul Dal Pozzo Louis Meyer Adrian Vaughan                 | The Maitre D                                    | [ 60 ]                      |
| 36   | Augustus 2016‡ | Ancient Technology                     |              | 1912        | No ratings                   | N/A                                     | No ratings                                                                                     | N/A                                             | [ 61 ]                      |
| 37   | December 2016  | One Room                               |              | 2390        | Daniel Linssen               | Walkie Talkie                           | three-way tie: SinclairStrange dustyroom Pietro Ferrantelli                                    | three-way tie: Cancelled Refuge Empty Xenopunch | [ 62 ]                      |
| 38   | April 2017     | A Small World                          | 5065         | 2980        | impbox                       | Smalltrek                               | David Fu Hamdan Javeed Seikun Kambashi                                                         | Honey Home                                      | [ 63 ] [ 64 ]               |
| 39   | Juli 2017      | Running out of Power                   | 5423         | 2355        | Jezzamon                     | VUEL                                    | Linver Ice King                                                                                | Apocalyptic Gamer                               | [ 65 ]                      |
| 40   | December 2017  | The more you have, the worse it is     | 6175         | 2889        | stevenjmiller                | Permanence                              | DDRKirbyISQ Xellaya                                                                            | Samurai Shaver                                  | [ 66 ]                      |
| 41   | April 2018     | Combine two incompatible genres        | 6827         | 3049        | lukbebalduke                 | Dunk Em Up!                             | Pietro Ferrantelli Sylvain Guerrero Robin Chafouin Joachim Leclerc Boris Warembourg            | Dark Soil                                       | [ 67 ]                      |
| 42   | Augustus 2018  | Running out of space                   | 6405         | 3065        | Goutye                       | Reverse                                 | Jonathan Murphy Louis Meyer Adrian Vaughan Kyle Olson Angelo Di Rosa Ben Weatherall Dave Lloyd | The Not Very Golden Age of Piracy               | [ 68 ]                      |
| 43   | December 2018  | Sacrifices must be made                | 5611         | 2515        | Adventure Islands            | Total Party Kill                        | Hydezeke                                                                                       | FRIENDGUN                                       | [ 69 ]                      |
| 44   | April 2019     | Your life is currency                  | 7855         | 2536        | Skoggy                       | Oink Royale                             | CosmicAdventureSquad rosypenguin Strega tenlki                                                 | Coin-Op Kid                                     | [ 70 ]                      |
| 45   | Oktober 2019   | Start with nothing                     | 5838         | 2612        | Joe Williamson               | World Collector                         | Sheepolution                                                                                   | Lost in Translation                             | [ 71 ]                      |
| 46   | April 2020     | Keep it alive                          | 10330        | 4959        | Daniel Mullins               | Keep It Alive                           | Ismael Rodriguez                                                                               | Keep It Alive                                   | [ 72 ]                      |
| 47   | Oktober 2020   | Stuck in a loop                        | 6662         | 3206        | Zak Amana                    | Glitch Loop                             | Pedro Medeiros                                                                                 | Chamber                                         | [ 73 ]                      |
| 48   | April 2021     | Deeper and deeper                      | 7881         | 3866        | Pierre Vandermaesen          | ROOTS                                   | Logan                                                                                          | Fallumns                                        | [ 74 ]                      |
| 49   | Oktober 2021   | Unstable                               | 5805         | 2939        | ThetaTauTau                  | Quantum Splitter                        | SinclairStrange                                                                                | Burning Ravager                                 | [ 75 ]                      |
| 50   | April 2022     |                                        |              |             |                              |                                         |                                                                                                |                                                 |                             |